# Neodryinus
Genre
Neodryinus est un genre d'hyménoptères parasitoïdes de la famille des Dryinidae. Ce genre contient les espèces suivantes :
- Neodryinus acuticollis (Kieffer)
- Neodryinus albosignatus Olmi
- Neodryinus amboni Olmi
- Neodryinus antiquus Benoit
- Neodryinus balli Olmi
- Neodryinus brachycerus (Kieffer)
- Neodryinus cheesmani Olmi
- Neodryinus chelatus Olmi
- Neodryinus diffusus Olmi
- Neodryinus dolosus Olmi
- Neodryinus dominicanus (Evans)
- Neodryinus gigas Ceballos
- Neodryinus incaicus Olmi
- Neodryinus javanus (Roepke)
- Neodryinus koebelei Perkins
- Neodryinus leptopus Richards
- Neodryinus maculicornis (Cameron)
- Neodryinus nelsoni Perkins
- Neodryinus peruvianus Olmi
- Neodryinus pseudodiffusus Olmi
- Neodryinus radialis Olmi
- Neodryinus reticulatus (Fouts)
- Neodryinus robustus Olmi
- Neodryinus rubescens Olmi
- Neodryinus somniatus Brues
- Neodryinus trinitatis Richards
- Neodryinus typhlocybae (Ashmead)